# Балдонский район
Балдонский район (латыш. Baldones rajons) — бывший административный район Латвийской ССР.

## История
Балдонский район был образован Указом Президиума Верховного Совета Латв. ССР от 31 декабря 1949 года.
Район состоял из рабочего посёлка Балдоне, Балдонского, Вецумниекского, Залитского, Иецавского, Кекавского, Межиниекского, Мисского, Стелпского и Стрелниекского сельских советов. Районным центром был рабочий посёлок Балдоне.
7 декабря 1956 года к Балдонскому району была присоединена часть территории упразднённого Яунелгавского района.
11 ноября 1959 года Балдонский район был ликвидирован, территория района была включена в Бауский, Огрский и Рижский районы.
Расстояние от Риги по железной дороге составляло 28 км. Ближайшей железнодорожной станцией была Икшкиле, находившаяся в 16 км от районного центра.